# (2661) Bydžovský
(2661) Bydžovský es un asteroide perteneciente al cinturón de asteroides, descubierto el 23 de marzo de 1982 por Zdeňka Vávrová desde el Observatorio Kleť, České Budějovice, República Checa.

## Designación y nombre
Designado provisionalmente como 1982 FC1. Fue nombrado Bydžovský en honor al profesor de matemáticas checo Bohumil Bydzovsky.